# Chlorocoma externa
Chlorocoma externa là một loài bướm đêm trong họ Geometridae.